# Agnotozoa
Agnotozoa é um subreino constituído por 3 pequenos filos de animais simples e sem órgãos. Eles ainda possuem tecido diferenciado; este, porém, é apenas organizado de formas simples, como divisão por camadas, por instância. Os Filos Orthonectida e Rhombozoa são também agrupados no subreino Mesozoa.